# Bruno Aguila
Bruno Aguila (né à Talence, en Gironde) est un réalisateur et producteur de cinéma français.

## Biographie
Documentariste « généraliste », sociétaire de la Société civile des auteurs multimédia (SCAM), Bruno Aguila a produit et réalisé des documentaires et magazines télévisés.
Il est l'auteur de courts métrages (Tardive révélation, Pharmacies, Épave de Britannicus) et de nombreux films de commande.
Bruno Aguila est aussi dessinateur. Il a co-écrit le scénario du long métrage de Jean-Claude Jean On va nulle part et c'est très bien (1998) et dirigé la production de Confort Moderne (2000) de Dominique Choisy.

## Filmographie partielle
- 2000 : Confort moderne (producteur)
- 2000 : Renaud Camus, les chemins de la solitude.
- 2001 : D'un monde, l'autre. La profession d'Aide-médico-psychologique.
- 2001-2005 : Rien ne dépasse l'art. La restauration de la flèche de la cathédrale de Strasbourg
- 2003 : Le Piroguier blanc (producteur)
- 2003-2006 : Les Paris de l'architecte, Du sens au carré. Portrait en deux volets de l'architecte Jean-Paul Viguier
- 2004 : Héritiers d'Angkor. La notion de patrimoine de l'humanité envisagée dans les temples d'Angkor où œuvrent les écoles de restauration du monde entier[2]
- 2004 : Les Indes électriques. La problématique de l'accès à l'électricité en Inde.
- 2004 : Le Salon des rêves. Portrait du peintre-chamane Josef Steib (1898-1966)
- 2004 : Des enfants agités. Présentation de l'hyperactivité ou TDAH[3]
- 2004 : Dieu en Malaisie. La coexistence des religions en Malaisie[4],[5]
- 2006 : L'Œuvre, coréalisation avec Denis Becker. Histoire de l'Œuvre Notre-Dame
- 2006 : L'Identité de saint Georges. Un essai poétique et philosophique pour et sur saint Georges
- 2007 : L'Empreinte de Laurence. L'évolution du polyhandicap en France de 1955 à 2005
- 2008 : Le chemin des compagnons, Les compagnons du devoir, compagnons du Tour de France
- 2008 : Coups de vieux. Une approche de la notion de vieillissement.
- 2009 : Le devoir de transmettre
- 2009 :  Les poneys d'enfer, Equithérapie à Paris
- 2009 : L'expédition Xtraordinaire[6].
- 2010 : Une mission. Les ordres religieux dans l'histoire.
- 2011 : La leçon de cathédrale. Portrait du tailleur de pierre et sculpteur Clément Kelhetter[7],[8].
- 2011 : Le pavé de Paris, l'habitus manifestant de Paris[9],[10],[11],[12].
- 2012 : L'Union européenne et l'Église, cinquante ans de rivalité idéologique[13].
- 2012 : Hôtels du Parlement, le parlement européen à Strasbourg.
- 2013 La plus grande Pauvreté, les Filles de la Charité
- 2014 : Soleils couchants, le très grand âge[14]
- 2015 :  Ceux qui disent que je chante mal..., co-réalisé avec Alexia Veriter
- 2015 : L'abbé et ses frères[15]. L'autorité dans l'univers bénédictin.
- 2016 : Accompagnés à la maison, le travail des Sesad au Cesap
- 2016 : Arménie, l'Invaincue[15]
- 2016 :  La Croix du Caucase. La Géorgie.
- 2017 : Les promesses de l'Indonésie
- 2017 : Retour au Soudan du Sud
- 2018 : Mère du désert. Portrait de Claire Petit, jeune femme polyhandicapée.
- 2018: Le tour du monde des autos-canons-mitrailleuses. Un épisode méconnu de la Première Guerre mondiale
- 2019 : Noé Niyigena, Dieu décide.
- 2020 : Les enfants du Père Chevrier. La communauté du Prado.
- 2020 : Euthanasie, une pente glissante ?
- 2020 : La flamme des chrétiens d'Iraq avec Tessa Robinson
- 2021 : Le beau XIIe Siècle. Le contexte de l'apparition des formules "gothiques" dans l'architecture.
- 2021 : Alzheimer : et vous m'avez visité.
- 2022 : Napoléon et les aiglons dispersés. La parentèle de l'Empereur, hier et aujourd'hui.
- 2022 : Antoine de Padoue, le Saint de tout le monde
- 2022 : Kazakhstan, le laboratoire des peuples
- 2023 : Ardents
- 2024 : Mongolie, l'évangile murmuré
- 2024 : Pèlerin du Sacré-Cœur
- 2024 : Damien, le saint des exclus
- 2025 : Saint Michel, archange du Seigneur